# Egale vlakjesmot
De egale vlakjesmot (Catoptria pinella) is een vlinder uit de familie van de grasmotten (Crambidae). De spanwijdte van deze grote grasmot is 18 tot 24 millimeter.
Het verspreidingsgebied beslaat Europa, Noord-Afrika en het westelijk deel van Azië. De vliegtijd is juli en augustus.
Waardplanten zijn soorten uit de grassenfamilie.